# Taze Moore
Taze Raekwon Moore, né le 21 septembre 1998 à Memphis dans le Tennessee, est un joueur américain de basket-ball mesurant 1,93 m et évoluant au poste d'arrière.

## Biographie

### Carrière professionnelle
En janvier 2024, il signe un contrat de 10 jours en faveur des Trail Blazers de Portland.
En septembre 2024, il signe un contrat two-way avec les Blazers. Il est coupé en février 2025.